# برت کوپر (ورزشکار)
برت کوپر (انگلیسی: Brett Cooper؛ زادهٔ ۲ ژوئیهٔ ۱۹۸۷) ورزشکار هنرهای رزمی ترکیبی اهل ایالات متحده آمریکا است.